# 裴尚徳
裴尚徳（ひ しょうとく、英語：Msgr. Mattia Pei Shangde, CDD、1918年 - 2001年12月24日）は、洗礼名をマチアといい、前任のカトリック北京大司教区地下教会司教であった。

## 生涯
1918年に河北省涿鹿県張家堡のカトリックの家庭に生まれ、6人の兄弟がいた。
13歳の時に主徒会の修道生活に入り、1948年5月30日に司祭に叙階され、北京教区のカトリック耕莘中学で教鞭を取り、1950年に北京の製薬工場で仕事を始めた。
文化大革命期間中は10年の労働改造という長い試練を受け、1980年に出獄した後に北京に戻った。
1989年に教皇ヨハネ・パウロ2世により北京教区司教に挙げられた。彼は純朴な信仰と寛大な人柄で多くの信者から深い敬愛を受けた。
裴司教は2001年4月からずっと家で療養し、重病であったにもかかわらず、全くその牧職を怠ること無く、積極的に普遍の教会との一致を擁護した。2001年12月24日、河北省張家口盛星医院で世を去る。83歳であった。
葬礼は2002年1月2日に、司教の故郷である河北省涿鹿県の張家堡堂で挙行された。